# Thức ăn giả ở Nhật Bản

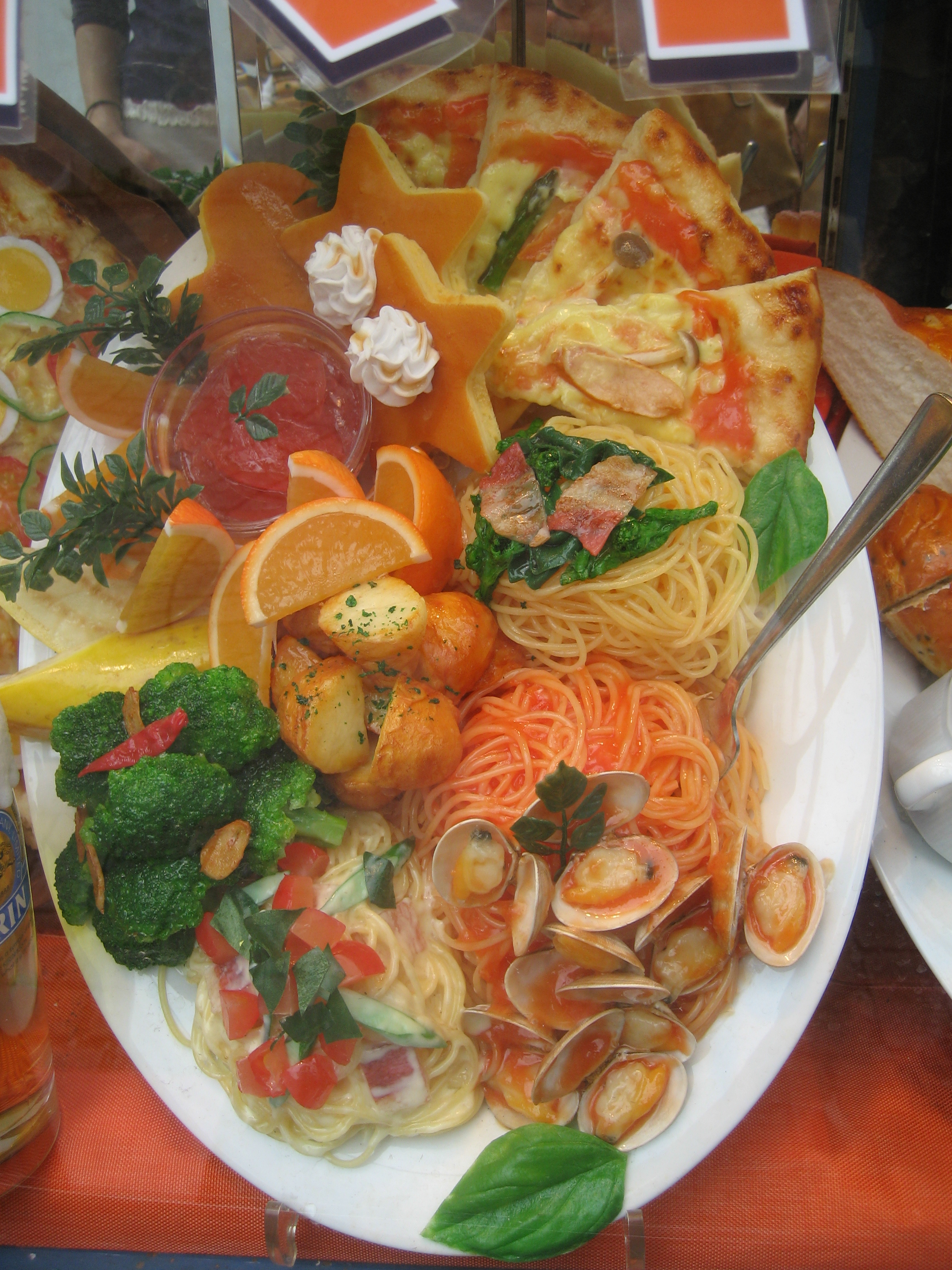
Thức ăn giả qua cửa kính một nhà hàng Nhật Bản.

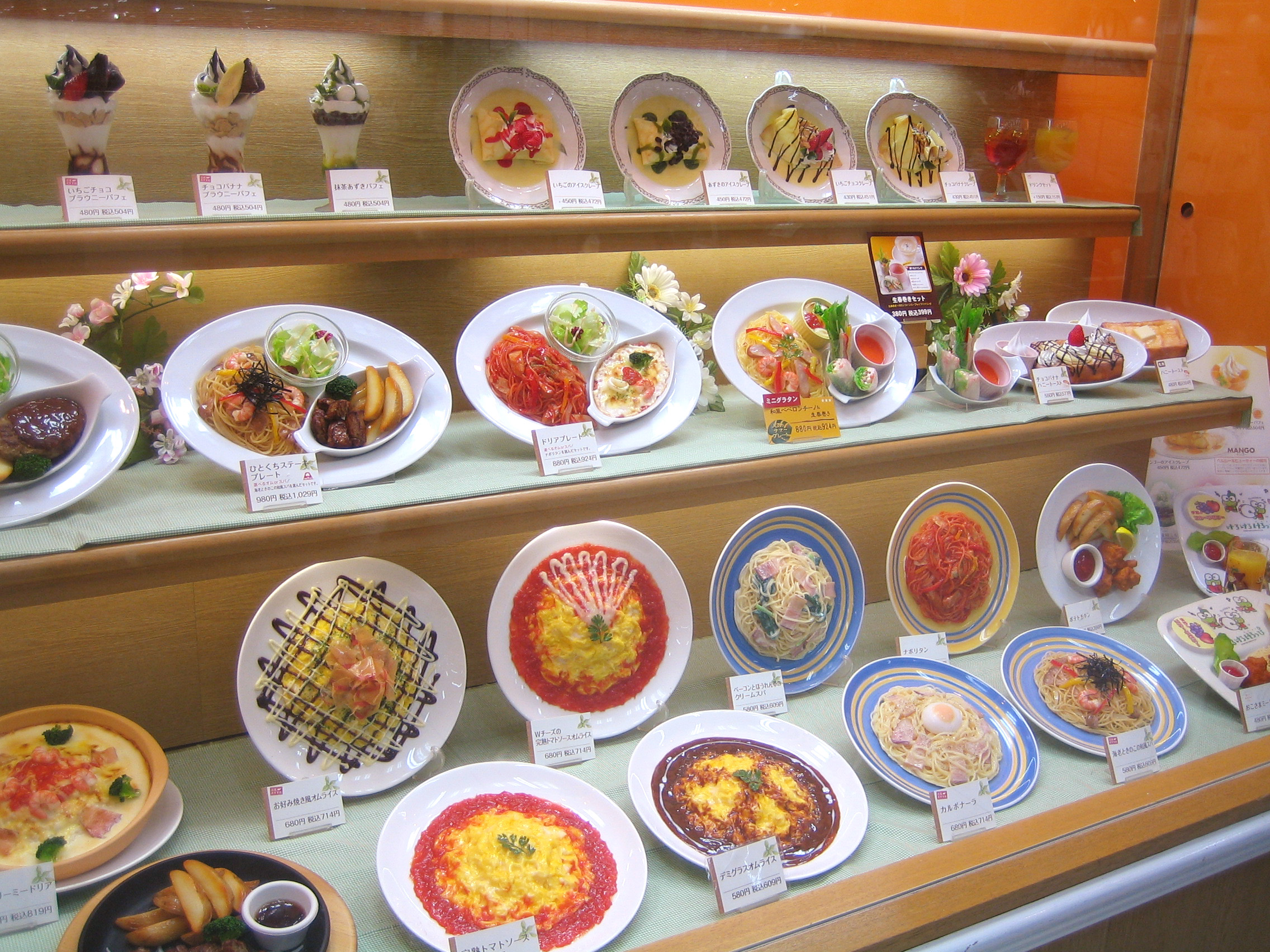
Thức ăn giả trong đĩa trưng bày.

Ở khắp nước Nhật, các mẫu thức ăn giả xuất hiện phổ biến trong những tủ kính hoặc cửa sổ trưng bày. Trước kia chúng được làm từ sáp, ngày nay chúng thường được làm bằng nhựa. Các mẫu thức ăn nhựa thường được thủ công từ vinyl chloride và chế tác cẩn thận để trông giống như các món ăn thật sự. Các mẫu thức ăn này được đặt thiết kế riêng cho các nhà hàng và thậm chí những món phổ biến như ramen sẽ được sửa đổi lại để phù hợp với từng cơ sở thực phẩm. Trong quá trình đúc, các thành phần giả thường được cắt nhỏ ra sau đó kết hợp lại tương tự như cách nấu thực tế.
Nghề thủ công này đã được nâng lên thành một hình thức nghệ thuật, trong đó thực phẩm bằng nhựa đã được trưng bày tại những nơi như Bảo tàng Victoria và Albert. Tại Nhật, những cuộc thi làm thức ăn giả từ nhựa và những vật liệu khác thường xuyên được tổ chức.
Các nhà sản xuất thực phẩm nhựa kiên quyết bảo vệ bí mật thương mại vì lợi nhuận. Ngành công nghiệp thực phẩm nhựa ở Nhật Bản ước tính đạt doanh thu hàng tỷ yên mỗi năm. Một nhà hàng có thể đặt toàn bộ một thực đơn bằng nhựa với chi phí hơn một triệu yên.
Trong những năm gần đây, những nhà sản xuất thực phẩm nhựa Nhật Bản đang nhắm mục tiêu đến các thị trường nước ngoài, ví dụ như Trung Quốc.
Nhà sản xuất thức ăn nhựa
Ngoài những công ty lớn chuyên sản xuất thức ăn giả còn có các cửa hàng nhỏ với một chủ sở hữu duy nhất, có thể tìm thấy ở Kappabashi-dori, con đường chuyên về buôn bán thức ăn ở Tokyo. Các nhà máy sản xuất có thể tìm thấy ở Gujō, Gifu.
- Iwasaki Be-I là nhà sản xuất thức ăn nhựa lớn nhất tại Nhật Bản, do Takizo Iwasaki thành lập năm 1932.
- Maiduru (Maizuru), một nhà sản xuất lớn có từ lâu đời.